# Komsomolskaja (Sokolnitscheskaja-Linie)

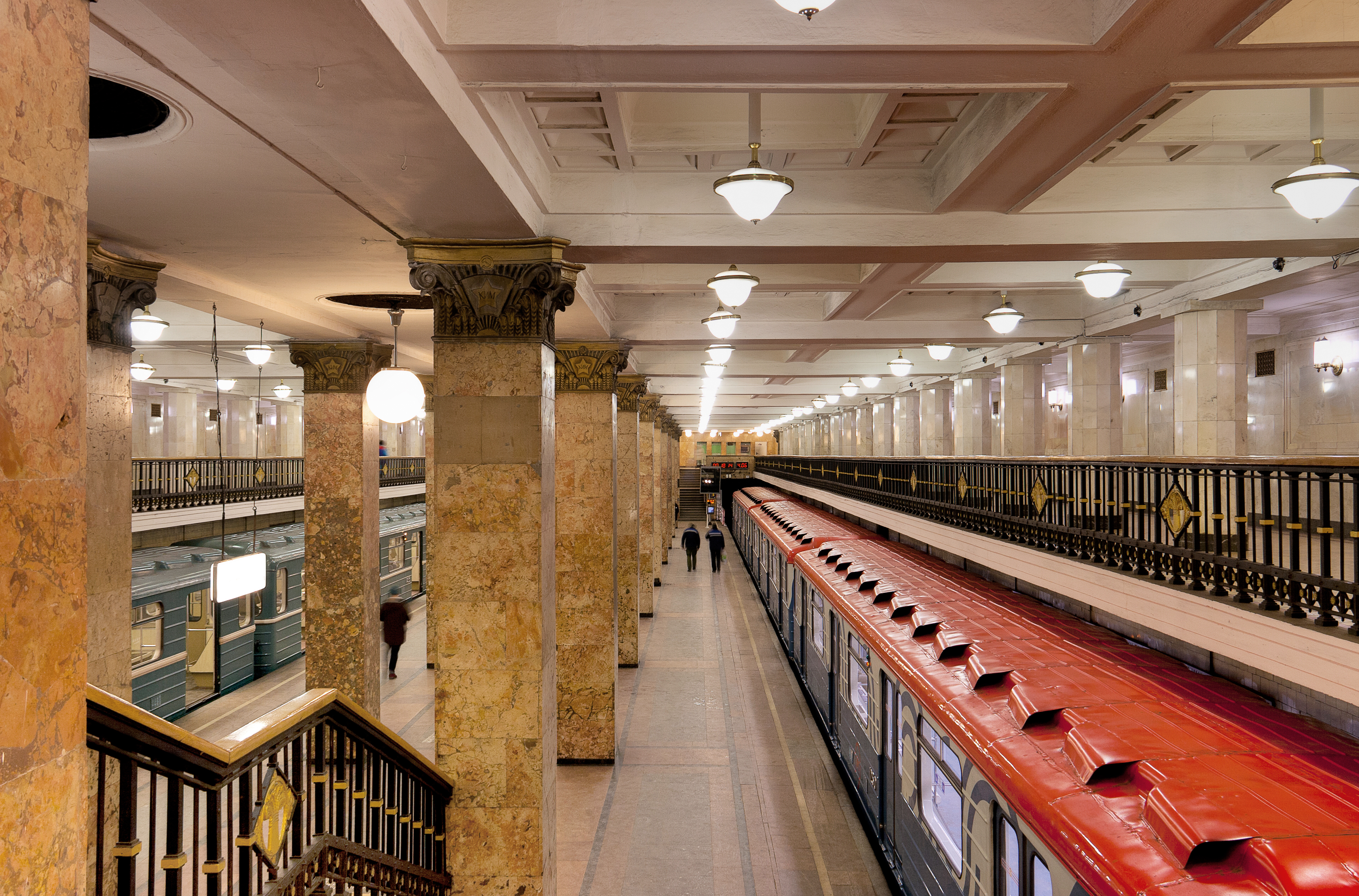
Bahnsteig mit Zügen

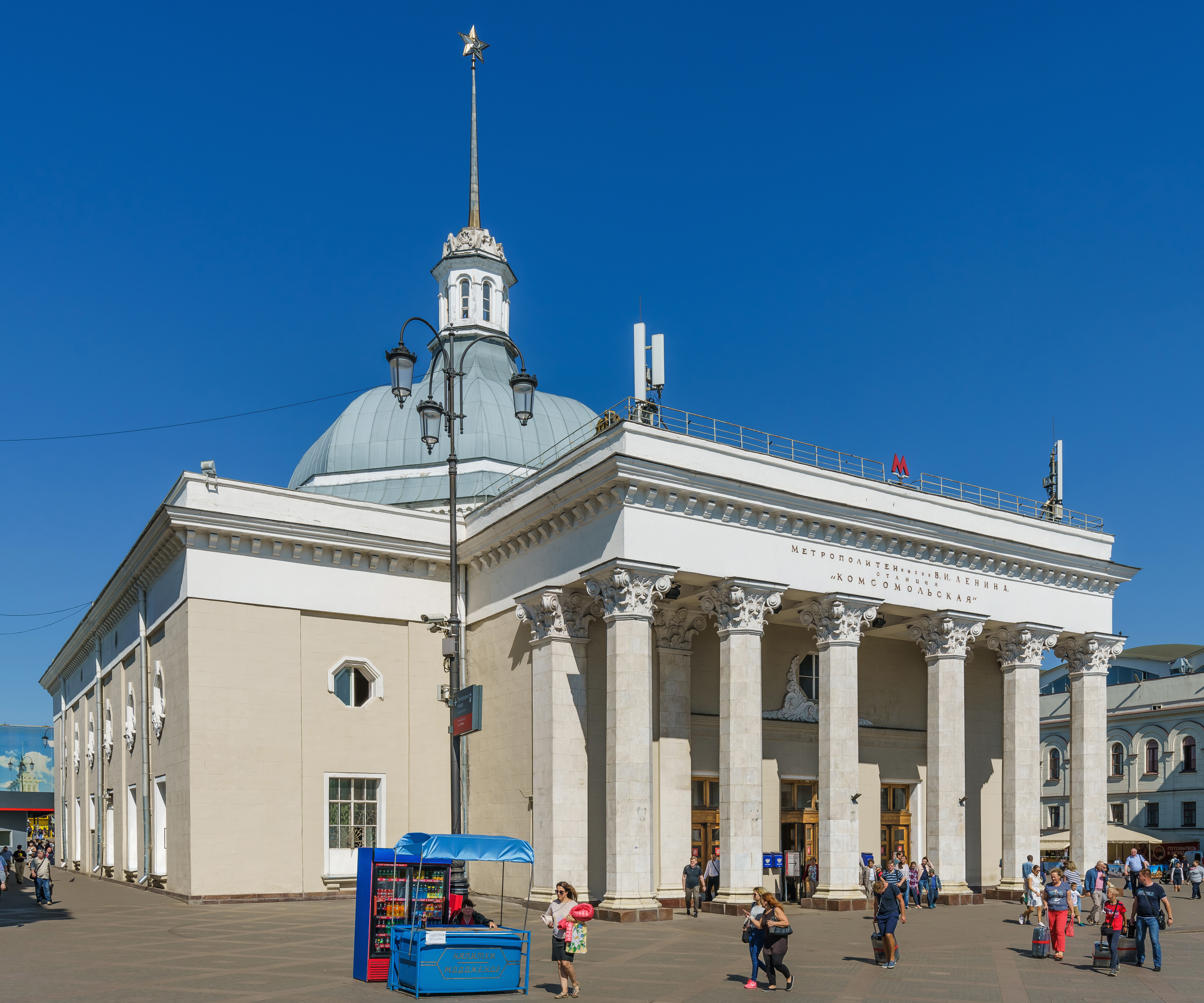
Vestibül

Komsomolskaja (russisch Комсомольская Ausspracheⓘ) ist der Name einer Station der Metro Moskau an der Sokolnitscheskaja-Linie (auch „Linie 1“ oder „Rote Linie“ genannt). Sie wurde am 15. Mai 1935 eröffnet und gehört damit zu den 13 ältesten Stationen des Moskauer Metronetzes.

## Lage
Die Station befindet sich unterhalb des für sie namensgebenden Komsomolskaja-Platzes am nordöstlichen Ende des Moskauer Zentrums. Unmittelbar an diesem Platz und damit in der Nähe der Metrostation liegen die drei Fernbahnhöfe Jaroslawler, Kasaner und Leningrader sowie der Regionalbahnhof Kalantschowskaja.
Die Station Komsomolskaja verfügt über zwei Ein- bzw. Ausgänge. Über den südlichen Ausgang gelangt man unmittelbar in das Empfangsgebäude des Kasaner Bahnhofs, während der nördliche Ausgang auf die gegenüberliegende Seite des Platzes führt, wo sich die anderen drei Bahnhöfe befinden. Im Bereich des nördlichen Ausgangs besteht auch die Umsteigemöglichkeit zur gleichnamigen Station der Metro-Ringlinie. Mit dieser Station besteht außerdem ein gemeinsames Eingangsgebäude, das sich genau zwischen den Empfangsgebäuden des Jaroslawler und des Leningrader Bahnhofs befindet. Dieses Gebäude wurde 1952 beim Bau der Station der Kolzewaja-Linie errichtet.

## Architektur
Auch wenn die Komsomolskaja von der architektonischen Ausstattung her nicht mit den äußerst prunkvollen Bahnhöfen der Ringlinie (darunter der gleichnamigen Umsteigestation) zu vergleichen ist, weist sie einige Besonderheiten auf. Auffällig an der 155 Meter langen und 16,8 m breiten Bahnsteighalle sind vor allem die beiden Galerien, die sich genau über den Gleisen entlang diesen erstrecken. Über diese Galerien gelangt man beispielsweise vom nördlichen zum südlichen Ausgang und umgekehrt, was eine erhebliche Entlastung für den Bahnsteig dieser potenziell sehr fahrgaststarken Station bewirkt.
Bei dem Bahnsteig handelt es sich, wie es auch für die Moskauer Metro typisch ist, um einen Mittelbahnsteig. Die Wände über den beiden Gleisen sind mit ihrer Keramikverkleidung in sehr schlichtem Stile der Stationen des ersten Bauabschnitts der Moskauer Metro gehalten. Die Decke wird durch viereckige Säulen aus gelb-braunem Marmor gestützt, die den Bahnsteig gleichmäßig in drei Reihen teilen.
Entworfen wurde die Komsomolskaja vom damals relativ jungen Architekten Dmitri Tschetschulin, einem Absolventen der Kunsthochschule Wchutemas, der sich als Schüler des renommierten Baumeisters Alexei Schtschussew (welcher u. a. die benachbarte Komsomolskaja-Kolzewaja erbaute) verstand. Insgesamt dauerte der Bau der Station fast auf den Tag genau zwei Jahre, wobei zeitweise enorme geologische Schwierigkeiten zu bewältigen waren. Anders als beispielsweise die gleichzeitig errichtete Station Arbatskaja wurde die Komsomolskaja in offener Bauweise erbaut, was angesichts der hohen verkehrlichen Auslastung des Komsomolskaja-Platzes (der gemeinhin auch als „Platz der drei Bahnhöfe“ bekannt ist) eine besondere logistische Herausforderung darstellte.
Im Übergangsbereich zur Komsomolskaja-Kolzewaja finden sich an den Wänden Mosaiken nach einem Entwurf des bekannten Malers Jewgeni Lansere. Zu sehen sind dort Motive zum Bau der Metrostation, wobei vor allem der heldenhafte Einsatz der dabei beschäftigten Freiwilligen zum Ausdruck kommt. Wie der gesamte erste Bauabschnitt der Moskauer Metro wurde auch die Station Komsomolskaja im Wesentlichen unter Einsatz von unqualifizierten Hilfsarbeitern erbaut, die meisten davon junge Komsomolzen, die auf ehrenamtlicher Basis beteiligt waren und den Einsatz an der Baustelle der Metro für sich als eine außerordentliche Ehre sahen.